# 황명하
황명하(?~)는 대한민국의 가수이다. 2010년 노래 '나는 여기서 무엇인가'로 데뷔했다.

## 방송
- 포커스 : Folk Us (2020) - Top41(30위)

## 음반
- 사랑이 되어가는 (2010)
- 다시, 비가 내려 (2017)
- 그 밤이 다시 돌아온다면 (2020)

## 공연
- 대학로 Acoustic Festival #2 (2016)